# 洪一乡
洪一乡，是中华人民共和国江西省九江市瑞昌市下辖的一个乡镇级行政单位。

## 行政区划
洪一乡下辖以下地区：
双港村、吴家村、边山村、王司畈村、大畈村、麦良村、北港村、长坑村和朱弯村。